# 奧傑拉季夫卡
50°6′35″N 25°56′24″E / 50.10972°N 25.94000°E
奧傑拉季夫卡（烏克蘭語：Одерадівка），是烏克蘭的村落，位於該國西部捷爾諾波爾州，由克列梅涅茨區負責管轄，始建於1545年，面積1.09平方公里，2001年人口76，人口密度每平方公里83.5人。